# Uli Hoffmeier
Uli Hoffmeier (* 23. März 1957 in Berlin als Ulrich Julius Hoffmeier) ist ein deutscher Jazzgitarrist und Multiinstrumentalist, der auch als Komponist, Arrangeur und Autor tätig ist.

## Leben
Hoffmeier, der in einer musikalischen Familie aufwuchs, lernte früh Geige, Banjo, Mandoline und Gitarre und hatte die ersten Auftritte mit der Familienband Sally Dogs, mit der er in (West-)Berliner Szene-Lokalen wie dem Go-In, Steve-Club oder Folk-Pub irische und internationale Folklore spielte. Er studierte Jazz an der HdK Berlin bei Wolf Burbat und später am Münchner Gitarreninstitut bei Andreas Vahsen.
Zum professionellen Musiker wurde Hoffmeier durch den aus der Sowjetunion emigrierten Geiger Jakob Lichtmann und seine Gruppe Ja-Ka-Scha, mit der er bei internationalen Auftritten, sowie Studio- und Filmaufnahmen mitwirkte. Mit Thomas Espanner und Walter Siefert gründete er die Band Zigan-tzigan, um dann als Ensemblemitglied im Atze Musiktheater von 1991 bis 1996 zu wirken. Weiterhin spielte er in Berliner Big Bands (Constellation unter der Leitung von Georg Rak, Corporation unter der Leitung von Richards oder BSR-Big-Band). Seit 1996 gehört er zum Palast Orchester mit seinem Sänger Max Raabe, mit dem er zahlreiche Alben vorlegte und tourte.
Eigene Ensembles sind das Sevenstring-Guitarduo Gitarresque mit Malibu Gordes und das international besetzte Premier Swingtett.
Hoffmeier veranstaltet seit 2005 den internationalen Workshop Jazz Guitar Provence in der Nähe von Avignon. 2019 erschien sein Buch Stompin' Guitar – Grundlagen der Rhythmusgitarre in Big Band, Combo und Orchester, das laut Alexander Schmitz das wohl beste Vademecum ist, „das man sich hierzulande zu diesem Thema vorstellen kann“.

## Diskographische Hinweise
- Wolf Biermann: LP Die Welt ist schön, 1985

Premier Swingtett
- Django to Go, 2005
- Ich brech die Herzen, 2011
- Tierisch, 2012
- Waltz-a-tza, 2015

Zigan-tzigan
- Schwarze Augen, Bella Musica 1991
- Fiesta,1993
- Gipsy Czardas & Flamenco, 1997
- Gipsy Spirits, 2000
- Wilde Romanze, 2002